# Chen Ying (sportskytt)
Chen Ying, född 4 november 1977 i Peking, är en kinesisk sportskytt.
Hon blev olympisk guldmedaljör i pistol vid sommarspelen 2008 i Peking.